# Choi Seung-ho
Choi Seung-ho (* 1. September 1954 in Ch'unch'ŏn, Kangwon-do) ist ein südkoreanischer Lyriker.

## Leben
Choi Seungho studierte an der Ch'ungch'ŏn National University of Education
und arbeitete nach seinem Abschluss 1975 in der Provinz Kangwon als Grundschullehrer. 1975 veröffentlichte er sein erstes Gedicht, Vivaldi, in der Zeitschrift "Moderne Poetik". Als er in den 1980er Jahren für seinen Gedichtband Schneesturmwarnung die Auszeichnung als "Preis für Autoren von heute" erhielt wurde er schlagartig als Lyriker bekannt. Seine Gedichte behandeln auf kritische Weise die moderne Zivilisation, häufig schafft er dabei Bilder, die er der Natur entnimmt. Daher werden seine Werke der Ökolyrik zugeordnet.
Die bekanntesten Gedichtsammlungen von Choi sind Schneesturmwarnung (1983), Das Igeldorf (1985), Vergnügungen der weltlichen Stadt (1990), Beichtschriften (1991), Brandige Nacht (1993), Gedanken zur Nachtkerze (1995), Sicherheitszone für Glühwürmchen (1995) und Schneemann (1996). Der Löwe mit der goldenen Mähne, Talmas Schweigen und Das weiche Buch sind Prosawerke. Wer hat gelacht? und Das seltsame Haus sind Bilderbücher. Choi Seung-ho selbst teilt die 20 Jahre seines bisherigen lyrischen Schaffens in drei Phasen ein: die Anfangszeit, während der er sensibel auf die Realität reagierte, die Zeit, als sein Interesse dem Innenleben der Menschen galt und die Zeit vor und nach seiner Vorliebe des Grotesken.

## Arbeiten

### Koreanisch

#### Gedichtbände
- 대설주의보 Schneesturmwarnung Seoul: Minŭmsa 1983
- 고슴도치의 마을 Das Igeldorf Seoul: Munhak-kwa chisŏngsa 1985
- 진흙소를 타고 Auf dem Rücken des Lehmbüffels Seoul: Munhak-kwa chisŏngsa 1987
- 세속도시의 즐거움 Vergnügungen der Weltlichen Stadt Seoul: Segyesa 1989
- 회저의 밤 Brandige Nacht Seoul: Segyesa 1993
- 그로테스크 Grotesk Seoul: Minŭmsa 1999
- 아무것도 아니면서 모든 것인 나 Ich bin alles und nichts Seoul: Yŏllimwon 2003

### Übersetzungen

#### Deutsch
- Autobiographie aus Eis Wallstein 2011 ISBN 978-3835309760

#### Englisch
- Flowers in the Toilet Bowl Homa & Sekey 2004
- Cracking the Shell: Three Korean Ecopoets Seungho Choi, Chiha Kim, Hyonjong Chong Homa & Sekey Books 2005. ISBN 978-1931907408

#### Spanisch
- Yo que soy nada, lo soy todo Agenda de la Ciudad de México 2010
- GROTESQUE Huerga y Fierro Editores; Édition : 1 (7 août 2010) ISBN 978-8483747902

#### Französisch
- Alerte à la neige Editions Autres Temps 2007. ISBN 978-2845212985

## Auszeichnungen
- 2008 – Kach'ŏn Umwelt-Literaturpreis in der Kategorie Lyrik
- 2003 – Midang Literaturpreis
- 2002 – Preis für zeitgenössische Literatur
- 2000 – Taesan Literaturpreis
- 1990 – Isan Literaturpreis
- 1986 – Kim Su-yŏng Literaturpreis
- 1982 – Preis für Autoren von heute